# Dragon Ball Z: Zetsubō e no Hankō!! Nokosareta Chō-Senshi•Gohan to Trunks
Dragon Ball Z: Lịch sử của Trunks (ドラゴンボールZ 絶望への反抗!!残された超戦士・悟飯とトランクス Doragon Bōru Zetto Zetsubō e no Hankō!! Nokosareta Chō-Senshi•Gohan to Torankusu) là truyền hình đặc biệt thứ hai của Dragon Ball Z. Câu chuyện kể về Trunks và Gôhan chống lại robo sát thủ Số 17 và Số 18. Bộ phim được phát hành ở Nhật Bản vào ngày 23 tháng 2 năm 1993.

## Nội dung bộ phim
Câu chuyện kể về Gohan và Trunks chống lại Android 17 và 18.

## Lồng tiếng
| Nhân vật  | Lồng tiếng (Tiếng Nhật) | Lồng tiếng (Tiếng Anh) |
| --------- | ----------------------- | ---------------------- |
| Gohan     | Nozawa Masako           | Kyle Hebert            |
| Trunks    | Kusao Takeshi           | Laura Bailey           |
| Bulma     | Tsuru Hiromi            | Tiffany Vollmer        |
| Số 17     | Nakahara Shigeru        |                        |
| Số 18     | Itõ Miki                |                        |
| Narration | Yanami Joji             | Kyle Hebert Dale Kelly |